# Браші (Оклахома)
Браші (англ. Brushy) — переписна місцевість (CDP) в США, в окрузі Секвоя штату Оклахома. Населення — 811 особа (2020).

## Географія
Браші розташоване за координатами 35°33′42″ пн. ш. 94°44′51″ зх. д. / 35.56167° пн. ш. 94.74750° зх. д. (35.561647, -94.747517).  За даними Бюро перепису населення США в 2010 році переписна місцевість мала площу 67,67 км², з яких 67,39 км² — суходіл та 0,28 км² — водойми.

## Демографія
Згідно з переписом 2010 року, у переписній місцевості мешкало 900 осіб у 319 домогосподарствах у складі 241 родини. Густота населення становила 13 особи/км².  Було 357 помешкань (5/км²).
Расовий склад населення:
| - 58,2 % — білих - 30,8 % — корінних американців - 0,2 % — вихідців з тихоокеанських островів - 0,2 % — чорних або афроамериканців |

До двох чи більше рас належало 9,9 %. Частка іспаномовних становила 2,9 % від усіх жителів.
За віковим діапазоном населення розподілялося таким чином: 29,8 % — особи молодші 18 років, 56,8 % — особи у віці 18—64 років, 13,4 % — особи у віці 65 років та старші. Медіана віку мешканця становила 37,7 року. На 100 осіб жіночої статі у переписній місцевості припадало 103,6 чоловіків;  на 100 жінок у віці від 18 років та старших — 103,2 чоловіків також старших 18 років.
Середній дохід на одне домашнє господарство  становив 44 919 доларів США (медіана — 31 923), а середній дохід на одну сім'ю — 50 883 долари (медіана — 35 000). Медіана доходів становила 35 208 доларів для чоловіків та 36 250 доларів для жінок. За межею бідності перебувало 26,8 % осіб, у тому числі 33,5 % дітей у віці до 18 років та 19,4 % осіб у віці 65 років та старших.
Цивільне працевлаштоване населення становило 270 осіб. Основні галузі зайнятості: освіта, охорона здоров'я та соціальна допомога — 21,5 %, роздрібна торгівля — 15,2 %, транспорт — 10,7 %, виробництво — 9,6 %.